# Oluf Krabbe (general)
 Der er flere personer med dette navn, se Oluf Krabbe.
Ole "Oluf" Krabbe (1. november 1789 i Gamst – 30. marts 1864 i København) var en dansk officer, bror til Carl Frederik Krabbe.

## Baggrund
Han var søn af daværende vagtmester, senere kaptajn i landeværnet og toldforvalter i Ærøskøbing, Johan Henrik Bernhard Ludvig Krabbe (3. april 1750 i Rendsborg – 5. juli 1809) og første hustru, Anna Marie f. Marienhoff (1751 – 17. december 1806). Krabbe blev 1808 fændrik og 1809 sekondløjtnant ved Kongens Regiment til fods og avancerede her 1813 til premierløjtnant, 1822 til kaptajn, 1837 til major. 1840 blev han Ridder af Dannebrog, 1845 udnævntes han til oberstløjtnant og chef for 13. linjebataljon, og i spidsen for denne afdeling drog han 1848 i felten.

## Under Treårskrigen
I træfningen ved Bov kom bataljonen, der hørte til armékorpsreserven, ikke i ilden, men i slaget ved Slesvig blev den sendt frem til hjælp for avantgarden under dennes heftige kamp om Bustrup. Krabbe blev her såret af en geværkugle i foden og taget til fange tillige med sin adjudant. Han udløstes af fangenskabet i september og fik ved sin tilbagekomst først befalingen over 1. linjebataljon, men nogle dage senere over den lige oprettede 2. forstærkningsbataljon. Da hæren i marts 1849 på ny blev sat på krigsfod, fik Krabbe, der lige var forfremmet til oberst, kommandoen over 1. infanteribrigade, som han så førte i de 2 sidste krigsår. Krabbe hørte ikke til de førere, der blændede ved deres optræden, eller som soldaterne særlig elskede. Han var mut, ordknap, streng i tjenesten, men tillige selv i høj grad pligtopfyldende, hårdfør, uforfærdet. Fortrinlig støttet af sin stabschef, kaptajn W. Stricker, gjorde han særdeles god fyldest som brigadekommandør. Hans bataljoner optrådte overalt med en sikkerhed og orden, der ikke blev overtruffen, vel knap nok nået ved nogen anden af hærens brigader, og de kampe, han udfægtede, er mønstre i taktisk henseende.
Sin debut som højere troppefører havde Krabbe den 6. april 1849 i den smukke træfning ved Ullerup, hvor han efter en heftig forpostkamp tilbageslog den hannoveranske major Claus Wynekens med dobbelt overlegne kræfter førte angreb på divisionen Bülows (flankekorpsets) højre fløj. Senere på året førte han overbefalingen på Als i stedet for general Christian de Meza, der kaldtes til Jylland for at deltage i udfaldet fra Fredericia. 1850 indlemmedes hans brigade i F.A. Schleppegrells division. Under fremrykningen mod Isted 25. juli havde han først avantgarden og detacheredes derpå med hovedmassen af sin brigade mod passet ved Vedelspang, hvor han ved en dygtig ført kamp standsede den på fjendens yderste højre fløj værende insurgentbrigade Abercron, der ifølge general Karl Wilhelm von Willisens plan skulle falde vor hær i ryggen. Efter slaget formeredes hans brigade som et selvstændigt østkorps og opstilledes mellem Slien og Egernførde Fjord med det hverv at skærme landskabet Svansen og dække venstre flanke af den ved Dannevirke stående hovedhær. Krabbe løste denne opgave med fortrinlig omsigt og satte kronen på værket ved den af alle kendte, glimrende og sejrrige kamp mod general Willisen 12. september 1850 ved Mysunde. Han høstede herfor hædrende anerkendelse i form af mundtlig og skriftlig tak fra den kommanderende general og krigsministeren, mens kongen samme år som belønning lod ham tilstille Kommandørkorset. 1856 blev han desuden Dannebrogsmand.

## Afsked
1851 efter krigens slutning, da feltbrigaderne opløstes, trådte Krabbe først tilbage som chef for 13. bataljon, men blev kort efter chef for den i Jylland oprettede infanteribrigade og i slutningen af året for 5., såkaldte holsten-lauenborgske brigade, senere for 3. infanteribrigade. 1852 forfremmedes han under fremhævelse af den dygtighed, han havde lagt for dagen i krigen som brigadefører, til generalmajor. 1860 fik Krabbe sin afsked af krigstjenesten, da regeringen, som det hedder, ikke længere anså ham for at være i besiddelse af den dygtighed og politiske selvstændighed , som den under de indtrådte vanskelige forhold i Hertugdømmerne måtte kræve af en brigadekommandør. Samtidig med afskeden fik han karakter som generalløjtnant. Han blev boende i Kiel efter krigen, men flyttede til København kort før sin død.
Krabbe havde 21. maj 1830 ægtet Charlotte f. Schlotfeldt (15. marts 1807 – 7. december 1888 på Frederiksberg), datter af toldforvalter i Aabenraa, justitsråd Schlotfeldt og Anne Marie f. Dixen. Oluf Krabbe døde i København 30. marts 1864.
Han er begravet på Garnisons Kirkegård.

## Gengivelser
Krabbe er afbildet på litografi af hærens højestkommanderende fra 1850, efter tegning af Sophus Schack. Tegning af Niels Simonsen fra 1850; på grundlag af denne maleri af Vilhelm Rosenstand fra 1899 (Frederiksborgmuseet), gengivet i xylografi af H.P. Hansen samme år. Afbildet på maleri af Niels Simonsen fra 1852 af slaget ved Mysunde 1850 (Frederiksborgmuseet). Litografi 1853. Fotografi af Gregorius Renard i Kiel.